# Jakob Christmann (Oberamtmann)
Jakob Christmann (* 12. März 1851 in Großbockenheim; † 8. Mai 1919 in Stuttgart) war ein württembergischer Oberamtmann.

## Leben
Christmann, Sohn eines Pfarrers und evangelischer Konfession, studierte von 1870 bis 1875 Rechtswissenschaften in Erlangen und Würzburg. Er legte 1875 die erste und 1877 die zweite höhere Dienstprüfung ab.
Danach trat er 1877 in die württembergische Innenverwaltung ein. Er leitete als Oberamtmann das Oberamt Gaildorf von 1892 bis 1897 und das Oberamt Ellwangen von 1897 bis 1914. 1902 wurde er Regierungsrat. 1914 trat er in den Ruhestand.

## Ehrungen
- 1904 Friedrichs-Orden, Ritterkreuz 1. Klasse
- 1909 Ritter preußischer Roter-Adler-Orden 4. Klasse